# Edens Zero
Edens Zero (яп: エ デ ン ズ ゼ ロ, Хепберн: Edenzu Zero, переклад на українську Нульовий Еден) — серійна японська науково-фантастична манґа, написана та проілюстрована Хіро Масімою. Серіалізований випуск відбувається у Kodansha's Weekly Shōnen Magazine з червня 2018 року, а його частини були зібрані в одинадцять томів станом на серпень 2020 року. Цифровий випуск манґи відбувається шістьма мовами в Японії, а в США англомовне видання ліцензується компанією Kodansha USA для випуску на Crunchyroll, Comixology та Amazon Kindle.

## Сюжет
Шикі Ґранбел, людина-користувач Ether Gear, який живе серед роботів на планеті Ґранбел, у світі покинутого тематичного парку Cosmos Sakura. Одного разу в парк приходять двоє космічних мандрівників класу B-Cubers — Ребека Блуґарден та її кібернетичний улюбленець кіт Хеппі, з якими Шикі подружився під час запису відео для свого онлайн-акаунту на каналі Aoneko. Однак злі паркові роботи виганяють Шикі і його друзів, і щоб врятуватися від халепи, перш ніж заряд їхніх батарей вичерпується, вони тікають на корабель, з якого починають свою подорож космічним всесвітом, шукаючи уславлену космічну богиню на ім'я «Матір». Під час подорожі Шикі стає власником міжзоряного бойового корабля «EDENS Zero». Абревіатура «EDENS» розшифрується як «Ether Drive Eternal Navigation System» (Керуюча Простором Вічна Навігаційна Система). Капітаном цього корабля був колись дідусь Шикі, кібернетичний Король-Демон Зіґґі, який очолював попередні експедиції з пошуку Матері всесвіту.

## Всесвіт
Події манґи EDENS Zero відбувається у вигаданому космічному всесвіті, населеному людьми, прибульцями та розумними роботами. Всесвіт поділяється на менші «космоси», центральним параметром яких є «Космос Сакура». Більшість планет і локацій мають футуристичні елементи, деякі з яких поєднуються рисами класичного жанру фантастики. Будь-яке технічне обладнання всесвіту працює за допомогою магічного джерела енергії під назвою «ефір», який є основним фантастичним аспектом всесвіту Edens Zero; також присутній пристрій-повторювач під назвою «B-Cube», пристрій-відеозаписувач, що дає можливість відеотворцям приєднуватися до однойменного вебсайту для обміну відео на основі YouTube. Енергія «ефіру» також спричиняє різноманітні планетарні явища, на кшталт повітряно-водних річок, хмар, які є причиною утворення кришталевих колон, росту велетенських дерев, які можна розгледіти безпосередньо з космосу. Деякі персонажі безпосередньо користуються енергією «ефіру» у своїх тілах за допомогою «Ether Gear» (Міці Ефіру) — потужної сили темної доби всесвіту, яка надає користувачам надлюдські здібності, які також можна посилити за допомогою трансформаційної стадії «Overdrive», яка досягається шляхом посилення потужності енергії «ефіру» до певної критичної точки. У всесвіті також розташовані різні космічні утворення на кшталт кібернетичних драконів, головне скупчення яких спостерігається у секторі «Dragonfall», який межує з «Космосом Сакури» і хронофаг, що має здатність «пожирати» планети й спотворювати час, створюючи ланцюги альтернативної історії та часові парадокси.

## Персонажі

### Хвіст Метеора
Шикі Ґранбел — авантюрист класу Е з планети Ґранбел, що був визволений звідтіля дівчиною, на ім'я Ребекка та її котом Хеппі. Має досить легковажну особистість та дуже часто любить придурюватися, чим іноді дратує Ребекку. З більшістю істот та людей, які зустрічаються на його шляху поводить себе дружньо та не висловлює ворожість. Його амбітною метою є знайти «матір» космосу, яка є загадковою істотою.
Ребекка Блуґарден — авантюристка класу Е з гільдії «Хвіст Метеора» та володарка власного каналу та «Е-куберкою» (аналогом «блогера» у всесвіті Edens Zero). Її вірним другом з дитинства є кіт Хеппі, з яким її поєднує велика кількість спогадів та міцний дружній зв'язок. Рятує Шикі Ґранбела з планети Ґрнанбел та стає його другом. Є суперницею іншої популярної «Е-куберки» Лавілли Хрісті.
Хеппі — улюбленець Ребекки та її вірний друг, який незмінно супроводжує її у всіх її поневіряннях. Згодом також стає другом Шикі Ґранбела. Після однієї катастрофічно невдалої пригоди професор Вайз зробив капітальну реновацію Хеппі й він має механічну складову.
Лавілла Хрісті — «Е-куберка» популярна серед членів гільдії «Хвіст Метеора». Її відео мають велику популярність, через що особистість Лавілли можна схарактеризувати як самовпевнену та пихату. Має суперницькі стосунки з Ребеккою Блуґарден.

### Інші
Професор Вайз — добрий знайомий Ребекки Блуґарден. який знає її, дівчинкою, з самого дитинства. Саме він врятував Хеппі, коли він був на межі, зробивши йому механічне тіло, яке дало можливість продовжувати життя. Перший свій науковий прихисток для досліджень має на планеті «Норма».